# Windsor Grey

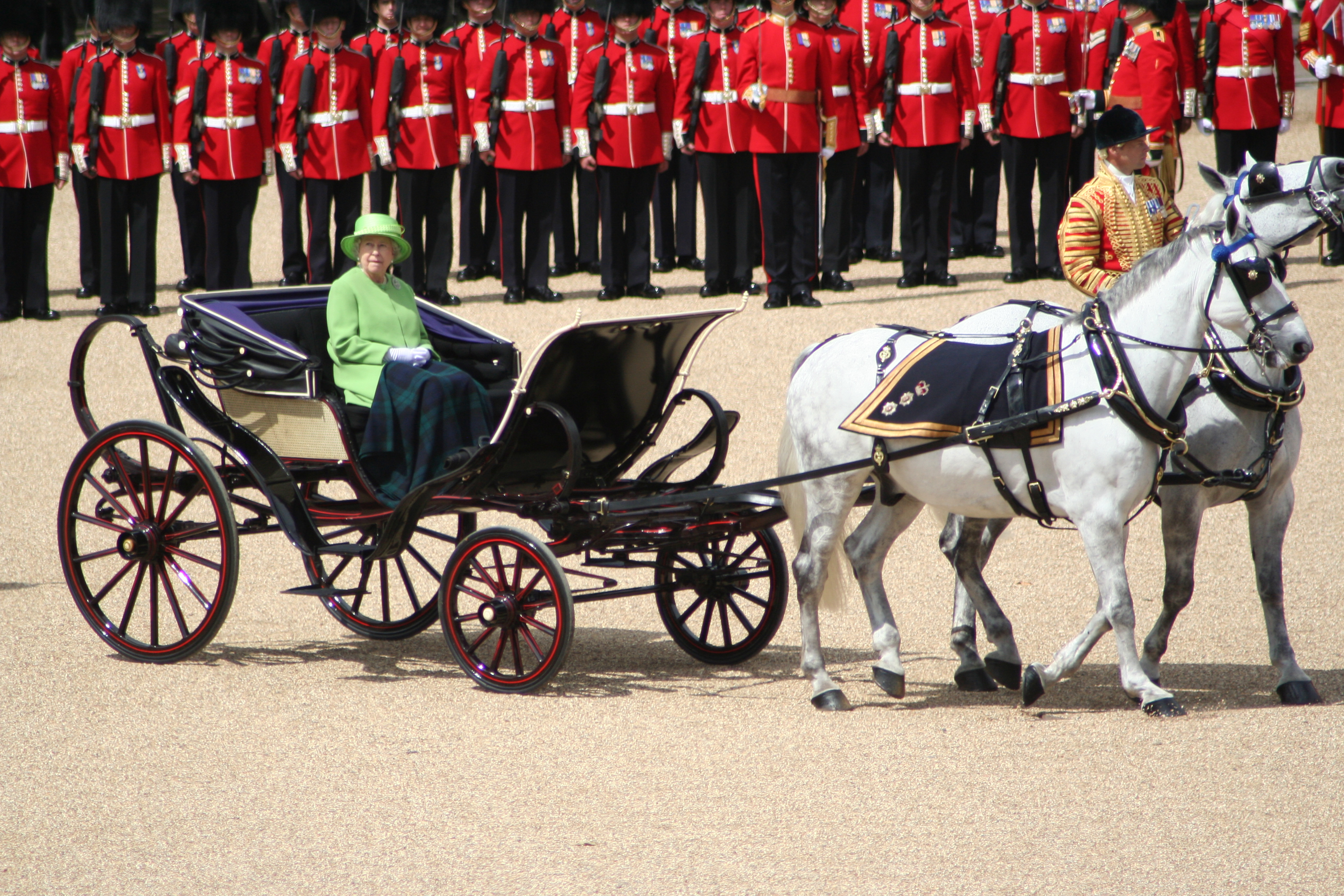
Um par de Windsor Greys com a Rainha Isabel II, Trooping the Colour em 2007.

O termo Windsor Grey (em português: Cinza Windsor) é dado a cavalos cinzentos usados pela Realeza do Reino Unido para rebocar carruagens em várias procissões cerimoniais e, desde 1986, quando a Rainha está no Tropping The Colour. Eles estão estáveis nos Mews Reais. Alguns também representaram a coroa em várias competições de condução combinadas, às vezes dirigidas pelo Príncipe Filipe, Duque de Edimburgo.
Dois cavalos Windsor Grey, Claudia e Storm, no Royal Mews em Londres estão disponíveis para observação diariamente. Storm foi destaque em uma estátua com outro do tipo, Daniel. Storm e Tyrone, outros Windsor Greys, puxaram a carruagem da procissão através de Windsor para o casamento do Príncipe Harry e Meghan Markle em 19 de maio de 2018.